# Mount Gimie
Mount Gimie is de hoogste berg op het Caribische eiland Saint Lucia, met een hoogte van 950 meter. De berg is van vulkanische oorsprong en wordt bedekt door dicht tropisch regenwoud. De berg ligt ten oosten van de plaats Soufrière in het kwartier Anse-la-Raye. 